# Akihito Ozawa
Akihito Ozawa (født 10. august 1992) er en japansk fodboldspiller, som spiller for den japanske fodboldklub AC Nagano Parceiro.